# 퀴냐만

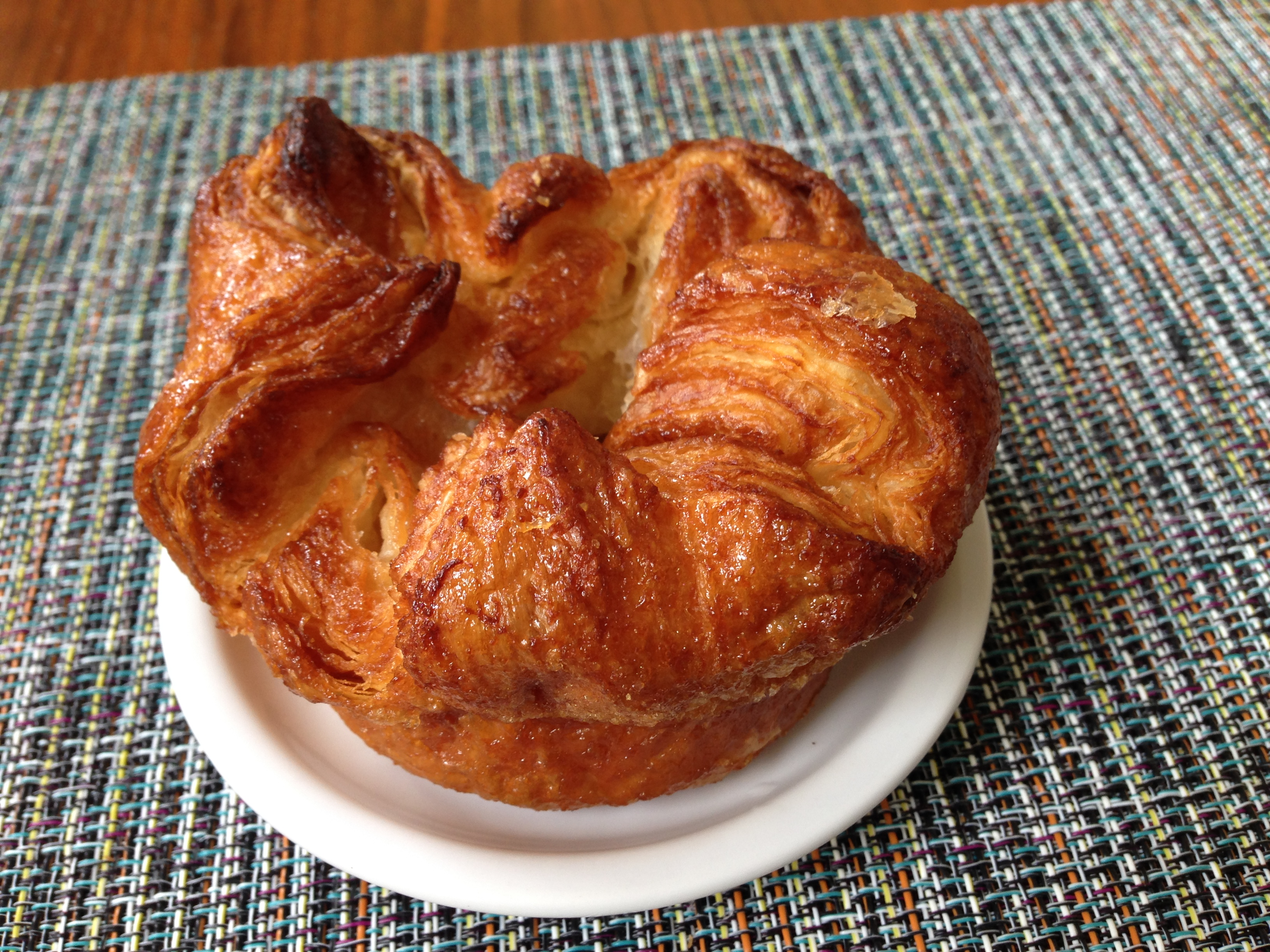

퀴냐만(브르타뉴어: kouign-amann, 프랑스어: kouign-amann 쿠냐만[*])은 브르타뉴에서 기원한 단 맛의 케이크이다. 버터와 겹겹히 쌓인 라미네이트 반죽을 천천히 구워 버터에 함유된 수분을 증발시켜 반죽을 부풀리고 설탕을 캐러멜화시킨다.
1860년경 프랑스 브르타뉴 피니스테르주 돠르느네에서 이브르네 스코르디아(Yves-René Scordia, 1828~1878)라는 사람이 처음 만들었다고 전해진다. "퀴냐만(kouign-amann, IPA: [ˌkwiɲ aˈmãn])"이라는 이름은 브르타뉴어로 "빵"을 뜻하는 "퀴뉴(kouign)"와 "버터"를 뜻하는 "아만(amann)"이라는 말이 합쳐진 것이다.